# Rajgamar
Rajgamar é uma vila no distrito de Korba, no estado indiano de Chhattisgarh.

## Demografia
Segundo o censo de 2001, Rajgamar tinha uma população de 12 595 habitantes. Os indivíduos do sexo masculino constituem 51% da população e os do sexo feminino 49%. Rajgamar tem uma taxa de literacia de 64%, superior à média nacional de 59,5%: a literacia no sexo masculino é de 75% e no sexo feminino é de 53%. Em Rajgamar, 16% da população está abaixo dos 6 anos de idade.